# Němá barikáda (film)

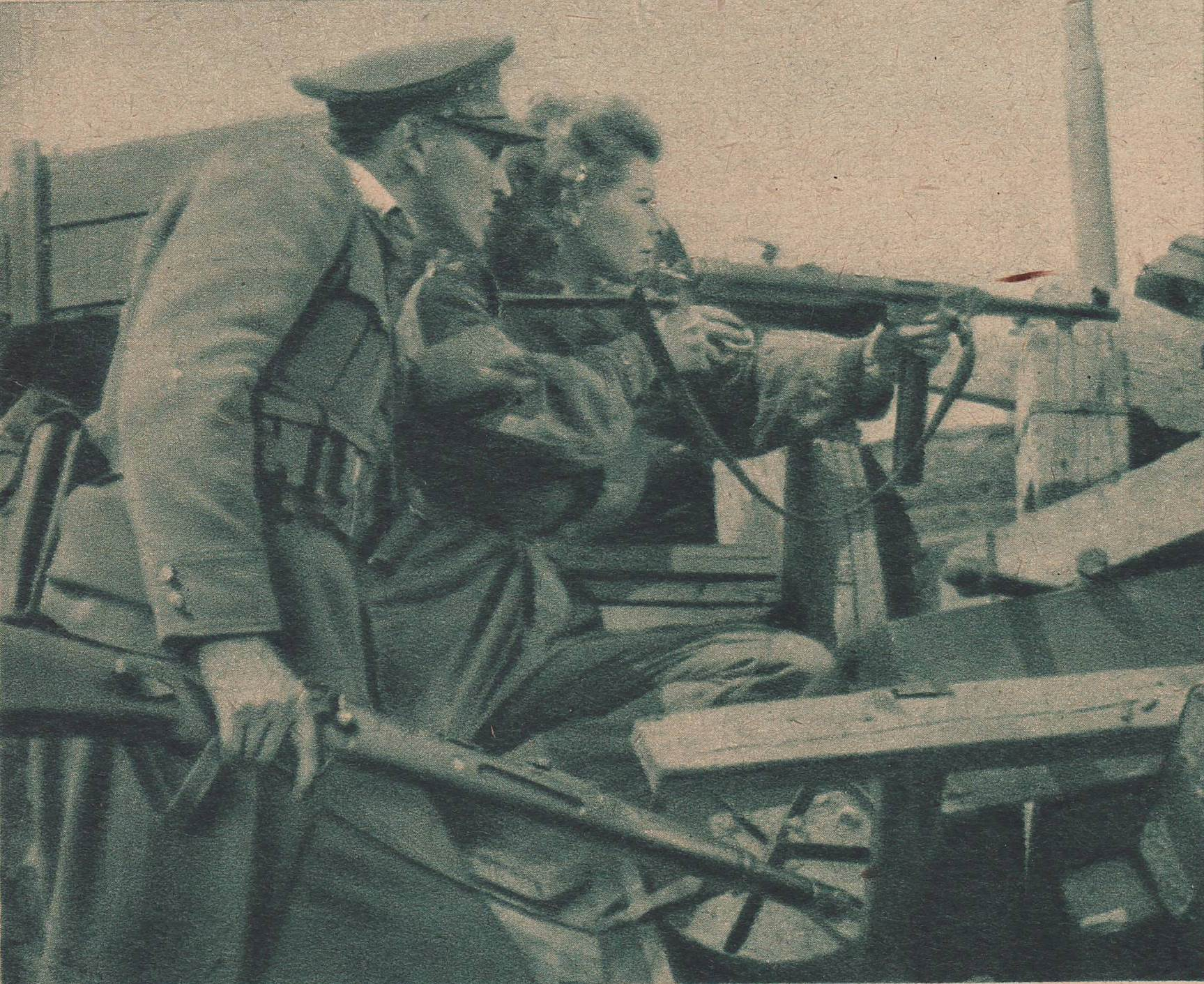
Barbara Drapińska

Němá barikáda je československý válečný film z období Pražského povstání, který v roce 1949 natočil režisér Otakar Vávra.
Jako námět pro tento snímek posloužil stejnojmenný povídkový cyklus Němá barikáda Jana Drdy, ústřední děj filmu byl natočen podle jeho stejnojmenné povídky, obsahuje ale i několik drobných námětů pocházejících z dalších povídek tohoto cyklu. Ústřední děj filmu zde popisuje boj několika holešovických občanů a jedné Polky (Halina: Barbara Drapiňská) s německými jednotkami, které ustupují z východu a za každou cenu se chtějí prodrat na Plzeňsko do zajetí amerických jednotek. Na Trojském mostě je vybudována barikáda, kterou je nutné udržet, než přijedou sovětské tanky.

## Obsazení
| Jaroslav Průcha     | Hošek                         |
| Barbara Drapińska   | Halina                        |
| Jaroslav Marvan     | strážník Brůček               |
| Vladimír Šmeral     | Kroupa                        |
| Marie Vášová        | Nedvědová                     |
| Robert Vrchota      | četař                         |
| Jiří Plachý         | uhlíř                         |
| Jaromír Spal        | průvodčí                      |
| Jaroslav Zrotal     | řidič tramvaje                |
| Eva Karelová        | tramvajačka                   |
| Antonín Šůra        | Pepík Hošek                   |
| Jaroslava Panenková | Hošková                       |
| Jaroslav Mareš      | Jarda Nedvěd                  |
| Vítězslav Boček     | barikádník Kouba              |
| Marie Rýdlová       | stará Němka, Waltrova matka   |
| Miroslav Homola     | záškodník Walter              |
| Václav Švorc        | mladík Bengál                 |
| Miloš Nedbal        | major Československé armády   |
| Josef Bek           | poručík Československé armády |
| Ljuba Skořepová     | pekařova žena                 |
| Radovan Lukavský    | německý voják                 |